# Азербайджан (кинотеатр)
«Азербайджан» — кинотеатр, функционирующий с 1909 года (с перерывами) в Баку, столице Азербайджана, на улице Азиза Алиева. Изначально функционировал в 1909—2011 годах. На протяжении своей истории сменил три названия, во второй половине 1990-х начал показывать высокобюджетные фильмы мирового кинопроката. После перестройки здания в 2015—2016 годах возобновил работу как часть сети кинотеатров «CinemaPlus», сохранив при этом название «Азербайджан».

## Расположение
Кинотеатр «Азербайджан» расположен в Сабаильском районе Баку по адресу улица Азиза Алиева 8, в треугольнике очерченном улицами Азиза Алиева (с северо-запада), Мамеда Эмина Расулзаде (с северо-востока) и Абдулкерима Ализаде (с юга). Из-за такого расположения кинотеатр имеет историческую форму дома-утюга.

## Ранняя история
Кинотеатр появился в 1909 году под названием «Экспресс» внутри доходного дома предпринимателей Карабекова и Мирзаавакова на тогдашней Михайловской (ныне Азиза Алиева) и Ольгинской (ныне Мамеда Эмина Расулзаде) улицах. Дом Карабекова и Мирзаавакова упоминается по меньшей мере с 1882 года. В этом же доме располагался ресторан «Чанах-гала» и меблированные комнаты. Репертуар «Экспресса» регулярно публиковался в газете «Каспий». В период Азербайджанской Демократической Республики в «Экспрессе», наряду с кинотеатрами «Рекорд» и «Форум», состоялась премьера фильма о дне независимости Азербайджана.
После установления советской власти кинотеатр был переименован в «Красный Восток» и переведён в ведение Фото-киноуправления Наркомпроса Азербайджанской ССР. В начале 1920-х годов кинотеатр имел два зала на 800 мест, но к 1927 году количество мест уменьшилось до 650. В фойе кинотеатра каждый вечер перед сеансом в сопровождении небольшого оркестра выступала певица Евгения Девис. В 1960 году перед кинотеатром, с северо-западной стороны, был поставлен памятник Хуршидбану Натаван работы Омара Эльдарова. К этому времени кинотеатр был реконструирован, к нему был пристроен четырёхколонный портик и он был переименован в «Азербайджан» (позже портик был заменён стеклянной облицовкой). В советский период кинотеатр стал одним из самых фешенебельных в Азербайджане, наряду с «Низами», «Аразом» и «Ветеном». Его репертуар того времени состоял из европейских фильмов («Анжелика и король», «Бум», «Травиата» и др.) при почти полном отсутствии индийских, арабских и пакистанских фильмов.

## Современность
После распада СССР популярность кинотеатров в Азербайджане временно упала. В этот период, согласно Министерству культуры Азербайджана, кинотеатр перестал быть государственной собственностью. Он вошёл в состав холдинга Азербайджанской Международной Кинокомпании, созданной в 1998 году, которая на тот момент была единственным в Азербайджане официальным дистрибьютором крупных киностудий («Paramount», «Warner Bros.», «Columbia Tristar», «20 Century Fox» и др.). С этого времени кинотеатр стал показывать высокобюджетные фильмы мирового проката («Гладиатор», «Годзилла», «Блэйд» и др.).
В начале 2000-х кинотеатр был отреставрирован. Он стал состоять из трёх залов — большого, среднего и малого. Первый зал, с экраном размером 7×4,2 м, 35-мм кинопроектором и звуком Dolby Digital, был рассчитан на 117 мест с подставками для напитков и попкорна. Дополнительно было ещё 28 мест в баре для желающих выпить кофе в ходе сеанса. Второй зал, оборудованный такой же техникой, как и первый, вмещал до 150 мест, бар отсутствовал. Третий зал, с экраном 4×3 м, был рассчитан на 68 мест. Сеансы начинались ежедневно с 14:00, позже они стали начинаться с 13:00. 23 августа 2006 года вышел президентский указ о приватизации «Азербайджана» вместе с остальными бакинскими кинотеатрами.

### Закрытие и перестройка здания
В 2011 году было официально объявлено о закрытии кинотеатра, в связи с чем началась продажа проекторного оборудования, кресел, мебели, отопительных систем, оборудования для баров и др. В том году планировался снос кинотеатра, но он был отложен. В итоге было проведено переоснащение, после которого начался показ фильмов 3D.
В 2015—2016 годах здание кинотеатра было полностью перестроено некой частной компанией. В 2017 году состоялась церемония открытия перестроенного здания под слоганом «Кинотеатр „Азербайджан“ — возвращение легенды». Кинотеатр возобновил деятельность как часть сети «CinemaPlus», сохранив при этом прежнее название. Новое здание состоит из двух этажей и трёх залов со 190 мест. В 2016 году в части здания, выходящего на памятник Натаван, разместилось заведение «Hard Rock Cafe».